# Мелодия и ритъм
„Мелодия и ритъм“ („Melodie und Rhythmus“) е списание за танцова и развлекателна музика, появило се за първи път в Източна Германия през 1957 г.
През първите години списанието следва културно-политическата линия на водещата управляваща марксистка партия, но по-късно изгражда свой собствен стил, публикувайки репортажи за германски и чуждестранни дейци на изкуството, както и съобщения за нови публикации. Във всяко издание се помества плакат на актуална звезда.
След обединението на ГДР със Западна Германия списанието преминава в ръцете на ИК „Хеншел“, Берлин, които престават да печатат списанието през 1991 г.
През 2004 списанието е възстановено от 3 почитатели и 20 музикални журналисти.